# Pterolophia conformis
Pterolophia conformis är en skalbaggsart som först beskrevs av Francis Polkinghorne Pascoe 1865.  Pterolophia conformis ingår i släktet Pterolophia och familjen långhorningar. Inga underarter finns listade i Catalogue of Life.